# Ток (Аляска)
Ток (англ. Tok) — статистически обособленная местность в зоне переписи населения Саутист-Фэрбанкс, штат Аляска.

## География
Ток расположен на большой, плоской аллювиальной равнине долины Танана между рекой Танана и относительно узкого Аляскинского хребта длинной 650 км. Именно благодаря ему, действующему как барьер, препятствуется распространение влажного воздуха с Аляскинского залива на север. Площадь статистически обособленной местности составляет 342,6 км², из которых суша занимает 342,6 км². Открытые водные пространства отсутствуют.

## История
Первыми поселениями на территории современного Тока были древние стоянки коренных индейцев атабасков на протяжении многих веков. Современное поселение под названием Ток возникло в 1942 году и было создано, как лагерь дорожной комиссии Аляски для обслуживания близлежащего шоссе. В 1947 году была открыта первая школа, а в 1958 году была перестроена в более крупную, чтобы удовлетворить спрос многочисленных приезжих людей. В период с 1947 по 1971 годы здесь располагалась Государственная таможенная служба США, впоследствии перенесенная на канадско-американскую границу.

## Инфраструктура
Инфраструктура Тока состоит из государственной школы, медицинского центра, банка, почтового отделения, а также четырьмя религиозными центрами — баптистский, романо-католический, Ассамблея Бога, Часовня вероисповеданий.

## Развлечения
В летний период времени развлечением для туристов служит демонстрация гонок хаски в упряжках, а также питомник с маламутами. Гастрономический интерес призваны удовлетворить многочисленные коптильни, в которых готовят лосося.